# Frode Sørensen
Frode Otto Sørensen (Copenhaguen, 8 de febrer de 1912 - Bromma, Suècia, 1 d'agost de 1980) va ser un ciclista danès, que va córrer durant els anys 30 del segle xx i que va prendre part en dos Jocs Olímpics, els de 1932 a Los Angeles i els de 1936, a Berlín, guanyant una medalla de plata.
El 1932, a Los Angeles, va guanyar una medalla de plata en la contrarellotge per equips, junt a Leo Nielsen i Henry Hansen. En la contrarellotge individual quedà cinquè. El 1936, a Berlín, tornà a participar en les mateixes proves, però aquest cop els resultats no acompanyaren.

## Palmarès
- 1931
  -  Campió de Dinamarca en ruta amateur
  - 1r a Rudersdalløbet
- 1932
  -  Campió de Dinamarca en ruta amateur
  -  Medalla de plata als Jocs Olímpics de los Los Angeles, en la contrarellotge per equips
- 1934
  - 1r a Rudersdalløbet
- 1935
  -  Campió de Dinamarca en ruta amateur
  - 1r al Nordisk Mesterskab, en ruta per equips (amb Leo Nielsen, Werner Grundahl Hansen i Knud Jacobsen)
  - 1r a Praha - Karlovy Vary - Praha
- 1936
  -  Campió de Dinamarca en ruta amateur
  - 1r al Nordisk Mesterskab, en ruta per equips (amb Knud Jacobsen, Ejner Nielsen i Tage Møller)
  - 1r a Rudersdalløbet
- 1937
  - 1r al Nordisk Mesterskab, en ruta per equips (amb Christian Christiansen, Georg Nielsen i Johs. Løwén
- 1938
  -  Campió de Dinamarca en ruta amateur
  - 1r a Rudersdalløbet
- 1939
  - 1r a Rudersdalløbet
- 1940
  - 1r a Fyen Rundt
  - 1r a Rudersdalløbet